# درمان‌لو
درمانلو روستایی است که در استان اردبیل، شهرستان گرمی، بخش موران، دهستان اجارود قرار دارد
این روستا در شمال غربی کشور ایران، غرب دریای خزر، شمال شرقی آذربایجان، شمال استان اردبیل و جنوب شرقی شهر گرمی مغان، در دهستان اجارود شرقی از بخش مرکزی شهرستان مغان، بین ۴۸ درجه و۸ دقیقه طول شرقی از نصف النهار مبدأ و۳۹ درجه و۱دقیقه عرض شمالی از خط استوا واقع شده‌است.
این روستا از سمت شمال به اراضی روستاهای، هاچاکند و از سمت شرق به اراضی روستاهای شلوه، مهره و از سمت جنوب به اراضی روستای قره یتاق و الیله لسر و از سمت غرب به اراضی روستای تپه متصل است. ارتفاع متوسط آن از سطح دریاهای آزاد حدود ۱۵۰۰(هزار) متر است. فاصله آن هم با شهر گرمی (مغان) حدود ۱۲کیلومتر و با اردبیل صد و ۲۰ کیلومتر می‌باشد.

## جمعیت
بر اساس سرشماری سال ۱۳۸۵ جمعیت این روستا ۶۳۳ نفر با ۱۲۱ خانوار بوده‌است.